# Патрік Вікс
Патрік Вікс (англ. Patrick Weekes) — американський письменник і сценарист. З 2005 по 2025 роки працював у BioWare , де входив до команди сценаристів найвідоміших проєктів студії, зокрема серії Mass Effect та Dragon Age. У 2015 році Вікс замінив Девіда Ґейдера на посаді провідного сценариста франшизи Dragon Age.

## Біографія
Народився в Каліфорнії та навчався в Стенфордському університеті, де отримав ступінь бакалавра та магістра англійської літератури.
Почав працювати у BioWare з 2005 року, де входив до команди сценаристів франшиз Mass Effect та Dragon Age. Працював як над основними частинами серій відеоігор, так і над їх друкованими адоптаціями, включаючи роман Dragon Age: The Masked Empire і дві історії для антології Dragon Age: Tevinter Nights.  Був автором таких персонажів, як Солас, Залізний Бик, Кремісіус Акласі та Коул у Dragon Age: Inquisition, де також був відповідальний за одну з основних сюжетних квестових лінійок «Here Lies the Abyss». До Dragon Age він також працював над франшизою Mass Effect з першої гри. Хоча немає публічної інформації, що конкретно він написав у оригінальній грі серії, достеменно відомо, що персонажі Гаррус, Касумі, Талі, Мордін і Джек у Mass Effect 2 і Mass Effect 3, а також Джокер у Mass Effect 3 вийшли з під його пера. Що стосується сюжетних ліній, то він написав і сюжетні лінії Тучанки і Раннока для Mass Effect 3, першу з яких він зробив разом з Джоном Домброу.
Після відходу Девіда Ґейдера з Dragon Age у 2015 році Вікс став головним сценаристом франшизи. Він був провідним сценаристом Dragon Age: The Veilguard, де написав персонажа Тааш.
Після провалу The Veilguard і скорочення штату BioWare у січні 2025 року, Вікс повідомив, що більше там не працює.